# ジム・ヘリック
ジム・ヘリック（Jim Herrick、1944年 - ）は、イギリスの世俗的ヒューマニスト、世俗主義者。ヘリックは、ケンブリッジ大学のトリニティ・カレッジで歴史学と英文学を学び、学校教員として7年間働いた。彼は、ヒューマニズムや自由思想の歴史について数冊の編著書を発表している。

## 経歴
ヘリックは、合理主義者協会の理事であり、学術誌『New Humanist』の編集者を1984年から18年にわたって務めた。その後は2005年に引退するまで、同誌の文学担当編集者であった。2002年には、Rationalist International から国際合理主義賞 (International Rationalist Award) を贈られた。
ヘリックは、国際人文倫理学連合 (IHEU) が発行する『International Humanist News』の編集者を務めていた。1996年には、IHEU から the Distinguished Humanist Service Award を受賞した。ヘリックは、「ヒューマニスト宣言III (Humanist Manifesto III)」と通称される Humanism and Its Aspirations の署名者のひとりである。
1977年から1981年にかけて、ヘリックは『ザ・フリーシンカー (The Freethinker)』の編集にあたっていた。後に彼は、同誌の百年史を執筆した。彼はまた、LGBTヒューマニスツUKの前身であるゲイ・レズビアン・ヒューマニスト協会 (Gay and Lesbian Humanist Association) の設立にも参加した。
英国世俗協会 (National Secular Society) で副会長を務めていたへリックは、2007年の年次総会で退任したが、その後も2009年の年次総会まで運営委員会 (the Council of Management) に残留した。

## 著書
- Aspiring to the Truth: Two Hundred Years of the South Place Ethical Society. (2016). With an introduction by Nicolas Walter. Published by CreateSpace Independent Publishing Platform. ISBN 1-5329793-7-1.
- Humanism: An Introduction. (2003). ISBN 0-301-00301-7. (Also published by Prometheus Books, 2005. ISBN 1-59102-239-8)
- Humanist Anthology: From Confucius to David Attenborough. (1995). London, Rationalist Press Association. Edited by Margaret Knight; 2nd edition, revised by Jim Herrick. ISBN 0-301-94001-0
- Against the Faith: Some Deists, Skeptics and Atheists. (1985). London: Glover & Blair. ISBN 0-906681-09-X (Also published by Prometheus Books, 1994. ISBN 0-87975-288-2).
- Vision and Realism: A Hundred Years of The Freethinker. (1982). London: GW Foote & Co. ISBN 0-9508243-0-5
- Selected articles for New Humanist on the newhumanist.org.uk website.[6]